# Bocage (aktor)

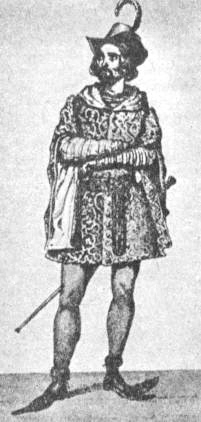
Bocage jako Buridan w Wieży Nesle

Bocage (ur. 1799, zm. 1862) – aktor francuski.

## Biografia
Bocage urodził się 11 listopada 1799 roku w Rouen w ubogiej rodzinie robotniczej. Od dzieciństwa, żeby się utrzymać pracował w fabryce tekstyliów. Sam nauczył się czytać i pisać, co pozwoliło mu się zapoznać z dramatami Szekspira. Aby spełnić swe marzenia sceniczne, wyruszył pieszo ze swego rodzinnego miasta do stolicy, gdzie rozpoczął naukę w Conservatoire de Paris. Musiał ją jednak porzucić z braku środków finansowych.
Przystojny, bardzo utalentowany i niezdyscyplinowany doświadczył wielu trudności, grając w marnych teatrach na prowincji, zanim został przyjęty do zespołu teatru Porte-Saint-Martin. Zdobył wielką popularność dzięki wielkim kreacjom w dramatach romantycznych Antonym, Marion Delorme, Wieży Nesle, Don Juanie de Marana.

## Kariera sceniczna
| Rok  | Sztuka                           | Autor                |
| ---- | -------------------------------- | -------------------- |
| 1831 | Marion de Lorme                  | Victor Hugo          |
|      | Antony                           | Alexandre Dumas      |
| 1832 | La Tour de Nesle                 | Alexandre Dumas      |
| 1833 | Angèle                           | Alexandre Dumas      |
| 1834 | La Vénitienne                    | Anicet Bourgeois     |
|      | Le Brigand et le Philosophe      | Félix Pyat           |
|      | Pinto                            | Népomucène Lemercier |
| 1835 | Ango                             | Félix Pyat           |
| 1836 | Don Juan de Marana               | Alexandre Dumas      |
|      | Les Sept Infans de Lara          | Félicien Mallefille  |
|      | Le Riche et le Pauvre            | Émile Souvestre      |
| 1841 | Jeannic le Breton                | Eugène Bourgeois     |
| 1842 | La Main droite et la Main gauche | Léon Gozlan          |
| 1843 | Lucrèce                          | François Ponsard     |
| 1846 | Agnès de Méranie                 | François Ponsard     |
|      | Diogène                          | Félix Pyat           |
| 1851 | Claudie                          | George Sand          |
| 1855 | Paris                            | Paul Meurice         |